# Christian Amalvi
Christian Amalvi (* 1954 in Montauban) ist ein französischer Historiker.

## Werdegang
Amalvi studierte an der École nationale des chartes mit dem Abschluss als Paläograph und Archivist 1978. Von 1980 bis 1991 war er Konservator an der französischen Nationalbibliothek in der Abteilung französische Geschichte. 1994 wurde er in Geschichte promoviert (Doctorat d'Etat). Ab 1991 war er Maître de conférences und ab 1998  Professor für Zeitgeschichte (Histoire contemporaine) an der Universität Paul Valéry in Montpellier (Universität Montpellier 3, Centre de recherches Interdisciplinaires en Sciences Humaines et Sociales (CRISES)).
Er befasste sich besonders mit der Rezeption nationaler Helden und historischer Epochen und Ereignisse in Frankreich, wie dem Mittelalter (das er als mitkonstituierend für die französische nationale Identität sieht und die Mittelalter-Konjunktur als spezifisch französisches Phänomen) und der Französischen Revolution (Spaltung der Franzosen bei Einführung des Nationalfeiertags am 14. Juli im Jahr 1880). In jüngerer Zeit befasst er sich mit historischer Tradition in Südfrankreich. Außerdem befasst er sich mit Biographien von Historikern.

## Schriften
- Les Héros de l'histoire de France : Recherche iconographique sur le panthéon scolaire de la Troisième République, Phot'oeil 1979
- 14 Juillet: Du Dies Irae à Jour de Fete, in: Pierre Nora (Hrsg.), Les lieux de mémoire, Band 1, Paris 1984, S. 421–472
- Les métamorphoses révolutionnaires d'Étienne Marcel de Danton à François Mitterand, in Amalvi (Hrsg.), De l'art et al manière d'accomoder les héros de l'histoire de France. De Vercingetorix à la Révolution. Essais de mythologie nationale, Paris 1988, S. 205–309
- La Jaquerie de 1358 dans la littérature dramatique, historique et politique 1814–1914, in Amalvi (Hrsg.) De l'art et al manière d'accomoder les héros de l'histoire de France. De Vercingetorix à la Révolution, Paris 1988, S. 311–327
- Le goût du Moyen Age, Plon 1996, 2. Auflage,  Boutique De L'histoire 2003
- Les héros de l'histoire de France, Toulouse: Privat 2001
- Répertoire des auteurs de manuels scolaires et de livres de vulgarisation historique de langue française de 1660 à 1960, Paris, Boutique de l'histoire, 2001
- Les deux Moyen Âges des savants dans la seconde moitié du XIXe siècle, in: Laura Kendrick (Hrsg.), Le Moyen Âge au miroir du XIXe siècle (1850–1900), Paris 2003, S. 11–25
- Herausgeber:  Dictionnaire biographique des historiens français et francophones, Boutique de l'Histoire, 2004.
- Herausgeber und Mitautor: Les lieux de l'histoire, A. Colin 2005
- Usages politiques du Moyen Âge en France de 1970 à 2004, in: Maryline Crivello, Patrick Garcia, Nicolas Offenstadt (Hrsg.), Concurrence des passés, Presse universitaire de Provence, 2006
- mit Pierre-Gilles Girault: François Ier: Images d'un roi, Somogy Editions d'Art 2006
- Les héros des Français. Controverses autour de la mémoire nationale, Bibliothèque historique Larousse, 2011
- mit Julie Deramond: Jeanne d'Arc entre la terre et le ciel du Midi : Regards méridionaux sur la bonne Lorraine (XVe–XXIe siècle), Ed. Michel Houdiard 2012
- Herausgeber mit Rémy Pech: Histoire de Montpellier, Toulouse, Privat,  2015
- Herausgeber: Ombres et lumières du Sud de la France. Les lieux de mémoire du Midi, Paris: Les Indes savantes, 2 Bände, 2015–2016